# Генеральный контролёр финансов
Генера́льный контролёр фина́нсов, также генерал-контролёр финансов (фр. contrôleur général des finances) — во Франции старого режима министерская должность королевской финансовой администрации, учреждённая в 1661 году вместо должности суперинтенданта.
Со времени Кольбера (с 1661 года интендант, с 1665 по 1683 генеральный контролёр), в генеральный контроль всё более и более смещался центр тяжести всей администрации, и он становится настоящим ведомством всеобщего внутреннего управления. Начиная со второй половины XVII века, фактическим средоточием централизованной администрации является уже не столько королевский совет (фр.), сколько генеральный контроль. «Генерал-контролёр во Франции — это провидение государства», — говорил в конце XVIII века один из последних представителей этого учреждения Калонн (в должности 1783—1787). Соединяя в своих руках почти все нити внутреннего управления, генерал-контролёр был в то же время послушным орудием в руках королевской власти, по усмотрению которой он назначался и смещался (как и статс-секретари).